# Blandong
Le Blandong et les quotas qui l'accompagnent, est un système de travail forcé ou de servage instauré début XVIIIe siècle sur l'île Java par la Compagnie néerlandaise des Indes orientales ou VOC, pour exploiter le teck, dont elle avait besoin pour la construction de ses navires,. Le système de quotas instauré par le régime hollandais (houtcontingenten) est supprimé par Herman Willem Daendels, cependant l’exploitation forestière resta largement dépendante du travail pénible des populations locales. Le blandong est aboli en 1865. Les blandongs n'étaient pas seulement responsables de la coupe des arbres et de leur débardage, ils devaient également fournir les bêtes de sommes nécessaires au débardage. Le travail du blandong se faisait de février à novembre; de novembre à février il était occupé à la culture du riz.
Durant l'Orde Baru (en) de Suharto, « blandong  » devient synonyme d'exploitant forestier ou de bûcheron, et dans l'ère post-Suharto (en) d'exploitant forestier illégal,.

## Note et référence
1. ↑  Frédéric Durand, « Trois siècles dans l'île du teck. Les politiques forestières aux Indes néerlandaises (1602-1942) », Publications de la Société française d'histoire des outre-mers, vol. 13, no 1,‎ 1993, p. 251–305 (lire en ligne, consulté le 16 juillet 2020)
2. ↑  (en) Thomas Stamford Raffles, The History of Java : In Two Volumes, Black, Parbury, and Allen : and John Murray, 1817 (lire en ligne)
3. 1 2  (en) Kosuke Mizuno, Motoko S. Fujita et Shuichi Kawai, Catastrophe and Regeneration in Indonesia’s Peatlands : Ecology, Economy and Society, NUS Press, 26 février 2016, 512 p. (ISBN 978-981-4722-09-4, lire en ligne)
4. ↑  (id) aryajipangteak, « Blandong and the destruction of natural teak forest in Blora (1997-2004) », sur ARYAJIPANG TEAK, 5 septembre 2017 (consulté le 16 juillet 2020)
5. ↑  (en) Nancy Lee Peluso et Professor of Society & Environmen Nancy Lee Peluso, Rich Forests, Poor People : Resource Control and Resistance in Java, University of California Press, 1992, 321 p. (ISBN 978-0-520-07377-7, lire en ligne)